# تيمبل (محطة مترو أنفاق لندن)
تيمبل (بالإنجليزية: Temple)‏ هي إحدى محطات مترو أنفاق لندن. تقع على خط ديستريكت وسيركيل أفتتحت في المنطقة (Zone) رقم 1 أفتتحت في 30 مايو 1870.